# Quinoa (Bildung)
Die Quinoa – Bildung für hervorragende Lebensperspektiven gemeinnützige GmbH ist ein Sozialunternehmen mit dem Geschäftssitz in Berlin. Die Gesellschaft, die unter der Kurzform Quinoa Bildung firmiert, hat 2014 in Berlin die Quinoa-Schule gegründet.

## Name
Die Entscheidung der Bildungseinrichtung für den Pflanzennamen Quinoa – es ist ein glutenfreies Pseudogetreide – ist bezogen auf das Internationale Jahr der Quinoa, das UN-Generalsekretär Ban Ki-moon im Jahr 2013 ausgerufen hatte. Die in den Anden seit etwa fünftausend Jahren beheimatete Kulturpflanze habe nach Ansicht der Vereinten Nationen das Potenzial, den Welthunger besiegen zu können. Im Sinne einer Metapher sehen die Gründer der Quinoa Bildung gGmbH durch ihre Bildungskonzepte ähnliche Möglichkeiten bei sozioökonomisch benachteiligten Jugendlichen.

## Gründung und Organisation
Die Gesellschaft wurde von der promovierten Mathematikerin Fiona Brunk und dem Lehrer Stefan Döring im Jahr 2013 als ein Start-up-Unternehmen mit dem Eintrag in das Handelsregister beim Amtsgericht Charlottenburg gegründet. Die beiden Gründer waren zuvor Fellows der gemeinnützigen Bildungsinitiative Teach First Deutschland und hatten zwei Jahre an einer Schule in Berlin-Wedding gearbeitet.
Die Planungsarbeiten begannen 2012 und die Gründungsphase finanzierten die Vodafone Stiftung Deutschland und private Spender.
Gesellschafter der Quinoa Bildung sind Fiona Brunk, Stefan Döring, Walter Scheurle, Susanna Krüger, Faruk Tuncer und Bidjan Nashat. Dem Beirat gehören an Monika Wulf-Mathies, Michael Köhler, Ulf Matysiak und Christian C.D. Ludwig.
Ziel des Sozialunternehmens ist es, mehr Chancengerechtigkeit in der deutschen Bildungslandschaft zu etablieren, um die jeweiligen Fähigkeiten und Talente sozial benachteiligter Jugendliche individuell zu fördern.
Die Quinoa-Schule zählt zu den Unterzeichner der Initiative Transparente Zivilgesellschaft.

## Quinoa-Schule
Als ein Pilotprojekt hat Quinoa Bildung im Sommer 2014 im Berliner Ortsteil Gesundbrunnen unter dem Namen Quinoa-Schule eine Integrierte Sekundarschule eröffnet, die als private Ersatzschule staatlich anerkannt ist. An dieser Schule können folgende Abschlüsse erzielt werden:
- Berufsorientierter Abschluss für Kinder mit festgestelltem Förderstatus
- Berufsbildungsreife
- Erweiterte Berufsbildungsreife
- Mittlerer Schulabschluss
- Mittlerer Schulabschluss mit Berechtigung zur gymnasialen Oberstufe

Für diese Schule hat das Sozialunternehmen Quinoa Bildung gGmbH das Bildungskonzept entwickelt und implementiert, damit die Zukunftschancen von Jugendlichen aus sozioökonomisch benachteiligten Lebensumfeldern nicht durch ihre Herkunft vorbestimmt werden. Die Trägerschaft der Quinoa-Schule liegt bei der Quinoa Bildung gGmbH.
Der Schulbesuch ist kostenpflichtig, es besteht jedoch die Möglichkeit einer Gebührenbefreiung.

## Auszeichnungen
- 2019: Roman Herzog Preis[11]
- 2018: Deichmann-Förderpreis für Integration in der Kategorie Schulische Präventivmaßnahmen[12]
- 2016: Ausgezeichneter Ort im Land der Ideen[13]
- 2020: Deutscher Arbeitgeberpreis in der Kategorie Schulische Bildung[14]